# Kenutu
Kenutu ist eine Privatinsel im Süden von Vavaʻu im Pazifik. Sie gehört politisch zum Königreich Tonga.

## Geographie
Das Motu mit einer Landfläche von 43 Hektar liegt am östlichsten Riffsaum, relativ weit südlich und entfernt vom Zentrum von Vavaʻu, zusammen mit ʻUmuna und Lolo. Im Westen liegen Ofu und Mafana im nächsten Riffsaum. Die Insel gehört der Afuhaʻamango-Familie, die sie als Geschenk der Anerkennung vom König von Tonga erhielt, nachdem Afuhaʻamango ihm den Sieg in zahlreichen Schlachten im Königreich gesichert hatte. Momentan ist die Insel unbewohnt, wird aber von Bewohnern der benachbarten Inseln hin und wieder besucht.

## Klima
Das Klima ist tropisch heiß, wird jedoch von ständig wehenden Winden gemäßigt. Ebenso wie die anderen Inseln der Vavaʻu-Gruppe wird Kenutu gelegentlich von Zyklonen heimgesucht.